# Wooperton
Wooperton – przysiółek w Anglii, w hrabstwie Northumberland. W 1951 roku civil parish liczyła 47 mieszkańców.